# 聖血與純金
《聖血與純金》（英語：Blood and Gold）是美國作家安·萊絲的系列小說「吸血鬼紀事」第八部，於2001年10月16日出版。此作中，安·萊絲繼續為讀者講述吸血世界裡的另一個傳奇：「聖父聖母」的守護者，吸血鬼馬瑞斯·德·羅曼路斯的故事。一個來自北歐的新角色索恩 (Thorne) 也出現在故事裡，他是一名在冰洞中休眠近千年的吸血鬼，僅以精神意念力與外界保持聯繫。

## 內容

### 序幕
從千年沈睡中甦醒的索恩決定尋找一名古老的吸血鬼為他講述這一千紀以來世上的變動，他收到馬瑞斯的邀請，去到馬瑞斯於歐洲某城（小說中沒有具體指明）的住宅。狩獵一夜之後，索恩告訴馬瑞斯自己是如何被瑪赫特轉化成吸血鬼，並讓他去追捕黎斯特。隨後，馬瑞斯開始向索恩訴說自己的身世，以及他所承擔的守護「聖父聖母」的責任。小說自此進入主題，循着馬瑞斯的回溯將讀者帶到公元前1世紀的羅馬帝國時代。

### 馬瑞斯之生涯
馬瑞斯的生平故事被劃分成數個時期，這包含了將虛構的馬瑞斯個人紀事融合進羅馬帝國時代和義大利文藝復興時期的眞實歷史事件。
- 出生／初創時期（公元前1世紀末）
- 安提阿（公元前1世紀末 - 公元2世紀末）
- 羅馬（2世紀末 - 約460年）
- 君士坦丁堡（460年 - 7世紀）
- 隱居阿爾卑斯山（7世紀 - 1482年）
- 黃金時代（1482年 - 17世紀末）
- 德勒斯登（17世紀末 - 19世紀末）
- 天譴之亞加莎的崛起與滅亡（現代）

### 終幕
聽完馬瑞斯的生平，索恩問他為何至今未向桑蒂諾復仇，馬瑞斯回答說因為現今世上倖存的吸血鬼很少，所以如果要殺死一名吸血鬼必須事先獲得瑪凱的許可。從再次沈睡中甦醒過來的索恩，發現自己身處一片叢林中，就是瑪赫特和瑪凱藏身的叢林。索恩於此處再次見到馬瑞斯，還有桑蒂諾與潘朶拉。為了感謝馬瑞斯，索恩不顧以被判監禁的懲罰而殺死了桑蒂諾。

## 馬瑞斯和阿曼德
關於馬瑞斯的部份生平故事曾於《少年吸血鬼阿曼德》裡講述過，這也是為何此作中有關發生在埃及和威尼斯兩個背景點的故事被大大省略。此作與《少年吸血鬼阿曼德》中的情節有多處重合，特別是當馬瑞斯決定將阿曼德轉化成吸血鬼這個時期的故事。但是，相同的情節在兩本書的描述中又互有出入，這是因為《阿曼德》是以阿曼德的角度來敍述，而《聖血與純金》則是以馬瑞斯的觀點描繪，因此同一事件被給予了兩種獨立的看法來表述。這一寫作方式是萊絲故意為之。

## 歷史典故
故事在馬瑞斯這位出生於羅馬帝國時代的吸血鬼敍述下展開，首先描述了自奧古斯都時代以降的帝國發展史，同時以古羅馬傳統的視角述說基督教在帝國內的傳播、神學爭論、以及教會最終的勝利。羅馬的衰亡，不同民族的遷徙與融合，導致帝國邊境的動盪、巨變和重構，帝國的文化與政治中心東移促成君士坦丁堡的崛起。除此之外，馬瑞斯還提到在中世紀歐洲爆發的黑死病及其對近代的影響。活字印刷術的發明，文藝復興時期對希羅古典文化和思想的再發現，繪畫藝術的發展與興盛。不過，作為天主教徒的安·萊絲對那個時代於西歐勃發的宗教改革抱持比較負面的看法，這一觀點在小說中由一名來自阿爾卑斯山區域的修道士表述。